# Litomyšl
Litomyšl (německy Leitomischel, Leutomischel) je město v okrese Svitavy v Pardubickém kraji na české straně bývalé zemské hranice s Moravou. Je vzdálené 17 km severozápadně od Svitav a 13 km jihozápadně od Ústí nad Orlicí. Historické jádro města je městskou památkovou rezervací. Litomyšl se rozkládá na ploše 33 km2 v centrální části Svitavské pahorkatiny na řece Loučné v nadmořské výšce 330 metrů. Do katastrální výměry Litomyšle spadají územně samostatné části Kornice, Nová Ves u Litomyšle, Pazucha, Pohodlí a Suchá. Žije zde přibližně 10 tisíc obyvatel. 
Název města pochází ze staročeského osobního jména Ľutomysl. Litomyšl získala městská privilegia v roce 1259 (potvrzeno 1263) od krále Přemysla Otakara II. jako poddanské město místního premonstrátského kláštera, jehož symbol lilie přejalo město do svého znaku. Vývoj města je úzce svázán s jeho vrchností – nejprve církevní (premonstrátský klášter, litomyšlské biskupství), později světskou (Kostkové z Postupic, Pernštejnové, Trauttmansdorffové, Valdštejnové-Vartenberkové, Thurn-Taxisové). Ve městě se narodila nebo působila řada předních osobností, mj. Bedřich Smetana, Alois Jirásek, Božena Němcová, Josef Váchal nebo Olbram Zoubek.
Zámecké návrší i samo město nabízí spojení historické architektury (renesanční zámek na seznamu Světového dědictví UNESCO, barokní kostel Nalezení svatého Kříže a gotický kostel Povýšení svatého Kříže) s moderními uměleckými směry (revitalizace a projekty Josefa Pleskota). Ve městě se celoročně koná řada akcí a festivalů (Smetanova Litomyšl, Litomyšlské dny barokní tradice, ArchiMyšl, Gastronomické slavnosti Magdaleny Dobromily Rettigové). Litomyšl je proto často označována jako „moderní historické město“.
Město je členem dobrovolných svazků Mikroregion Litomyšlsko, Českomoravské pomezí a Kraj Smetany a Martinů. Sousedními obcemi sídla jsou Dolní Újezd, Čistá, Trstěnice, Sloupnice, Sedliště, Tržek, Benátky, Česká Třebová, Morašice, Osík, Strakov a Němčice.

## Historie

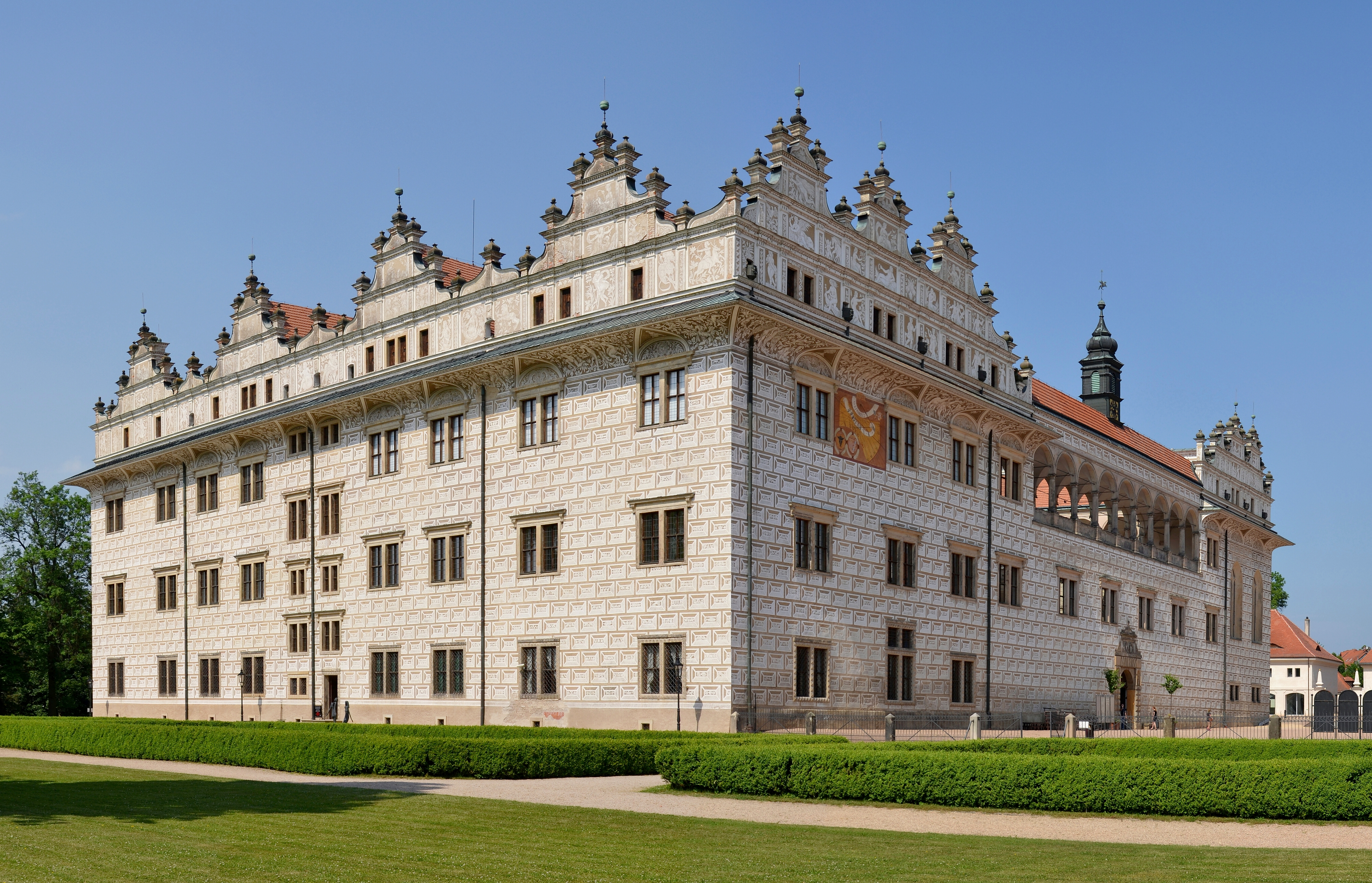
Zámek

První zmínka o Litomyšli se vztahuje k roku 981 v Kosmově kronice české (Lutomisl), která byla ale sepsána až ve 12. století. Tehdy měl stát na litomyšlském návrší strážní hrad střežící panství Slavníkovců a nedaleko procházející obchodní cestu evropského významu – tzv. Trstenickou stezku (jeho lokalizace není jasná, možná šlo o nedaleké hradiště Benátky). Po vyvraždění Slavníkovců roku 995 přešlo území do rukou Přemyslovců.
Olomoucký biskup Jindřich Zdík pozval do Litomyšle v polovině 12. století řád premonstrátů a založil roku 1145 premonstrátský klášter Olivetská hora (lat. Mons oliveti). Premonstráti dosáhli vysoké úrovně hospodářské a kulturní, a tak byla Litomyšl povýšena roku 1259 na město. Znak města (stříbrná lilie na červeném poli) byla převzata právě ze znaku premonstrátů (zlatá lilie na modrém poli). Díky úspěšné premonstrátské kolonizaci a umístění Litomyšle mezi Prahou a Olomoucí založil Karel IV. v roce 1344 biskupství litomyšlské. V postavení litomyšlských biskupů působili, např. Jan ze Středy, Albert ze Šternberka a Jan Železný.
Po vypuknutí husitských válek bylo město společně s biskupským hradem při dvou kampaních v letech 1421 a 1425 dobyto. Osudným se mu stalo zejména vystupování Jana Železného proti Janu Husovi na kostnickém koncilu. Král Zikmund svěřil po skončení válečných událostí někdejší biskupské statky do zástavy Kostkům z Postupic. Ti na svém rozlehlém panství podporovali Jednotu bratrskou, jejíž stoupenci se proto mohli usazovat nejen v Litomyšli, ale i v Brandýse nad Orlicí, Ústí nad Orlicí a v Lanškrouně. Během vlády Kostků z Postupic vzniklo v Litomyšli v obvodu někdejšího biskupského návrší Nové město (vysazené někdy před rokem 1490) s vlastním ohrazením, náměstím a radnicí. Za účast ve stavovském odboji roku 1547 jim však bylo panství Litomyšl zkonfiskováno (poslední člen rodu, Bohuše III. Kostka z Postupic, závěr svého života strávil v domácím vězení na hradě v Brandýse nad Orlicí) a následujících pět let jej – na místě krále – spravoval hejtman Sebastián ze Schönaichu. V roce 1552 král Ferdinand I. Litomyšl na patnáct let zastavil Jaroslavovi z Pernštejna, který se však potýkal s vážnou finanční krizí a panství již v roce 1553 postoupil Václavu Haugvicovi z Biskupic.
Teprve v roce 1567 se panství opět navrátilo do zástavního držení Pernštejnům. Jeho nový držitel Vratislav II. z Pernštejna působil jako nejvyšší kancléř Království českého a v roce 1555 se stal nositelem Řádu zlatého rouna. Nechal postavit litomyšlský zámek, jehož staviteli byli Giovanni Battista Aostalli a Ulrico Aostalli. Roku 1649 prodal Václav Eusebius Popel z Lobkovic (který jej dostal po smrti Frebonie Eusebie z Pernštejna) panství Trauttmansdorffům. Prostřednictvím sňatku se dostalo do vlastnictví Valdštejn-Vartenberkům a posledními majiteli byli po roce 1855 Thurn-Taxisové.
V 19. století město ztrácelo na významu, zejména z důvodu vedení významných železničních tratí mimo město. Známým zůstávalo litomyšlské piaristické gymnázium. Ve městě v té době pobývala řada významných osobností, např. Božena Němcová, Alois Jirásek nebo August Sedláček. Významným dnem pro Litomyšl dodnes zůstává 2. březen roku 1824. Tehdy se v rodině sládka zámeckého pivovaru Františka Smetany a jeho ženy Barbory jako jejich 11. dítě a zároveň první syn narodil dnes světově známý skladatel Bedřich Smetana. Jeho odkaz od roku 1949 udržuje Mezinárodní operní festival Smetanova Litomyšl.
Dne 9. července 1929 město oficiálně navštívil prezident republiky T. G. Masaryk. Navštívil radnici, zámek a průmyslové firmy. Ve 20. století se město nejprve rozrostlo o vilové čtvrtě (Husova čtvrť), v 70. a 80. letech také o sídliště na jižním okraji města. Významným zaměstnavatelem se stala společnost Vertex. Město bylo rozděleno průtahem silnice I/35. Na přelomu století se město stalo známým podporou výstavby moderní architektury (zejména obytný komplex Za nemocnicí, rekonstrukce zámeckého pivovaru, atd.).

## Kultura

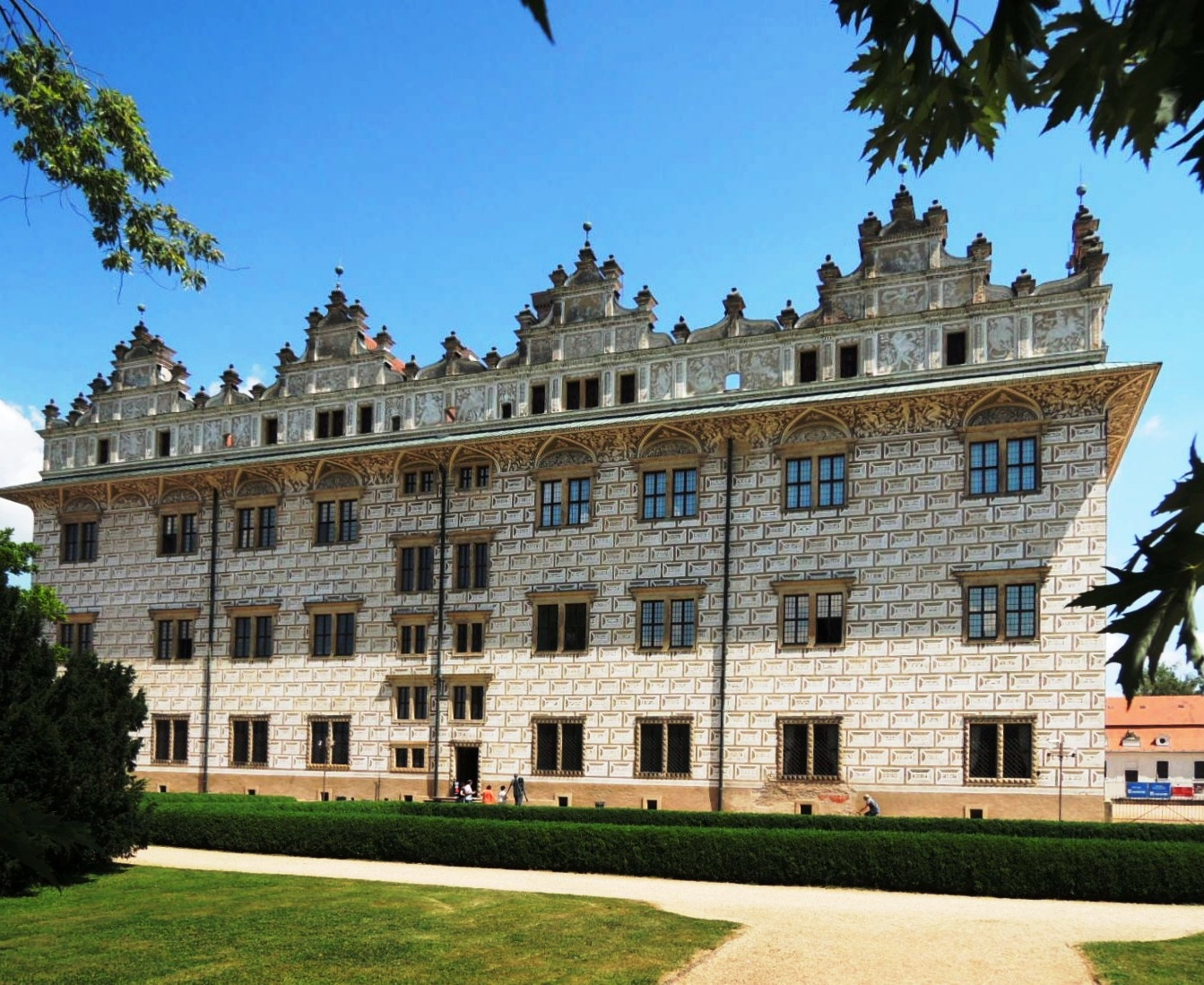
Zámek od JZ

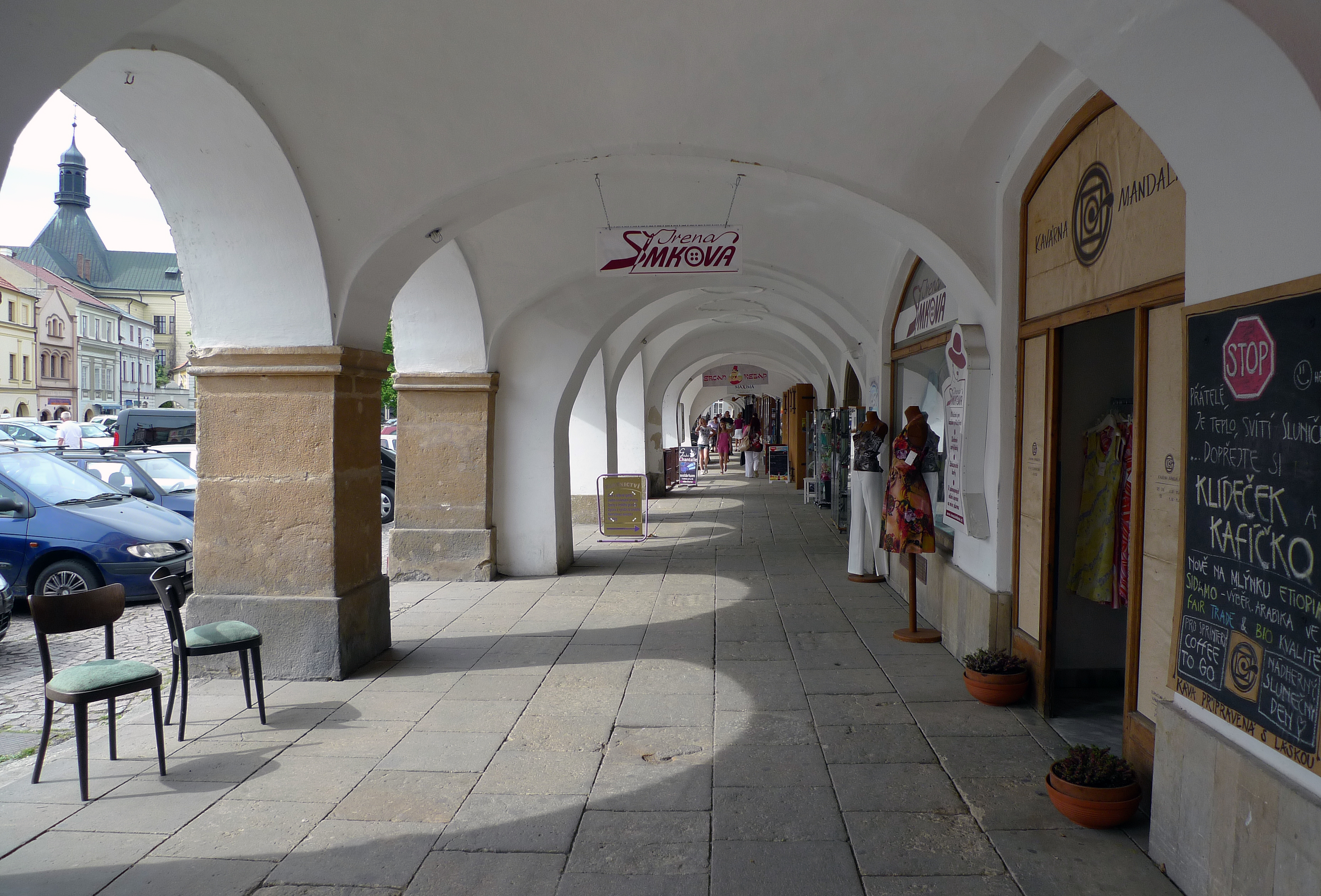
Podloubí na náměstí

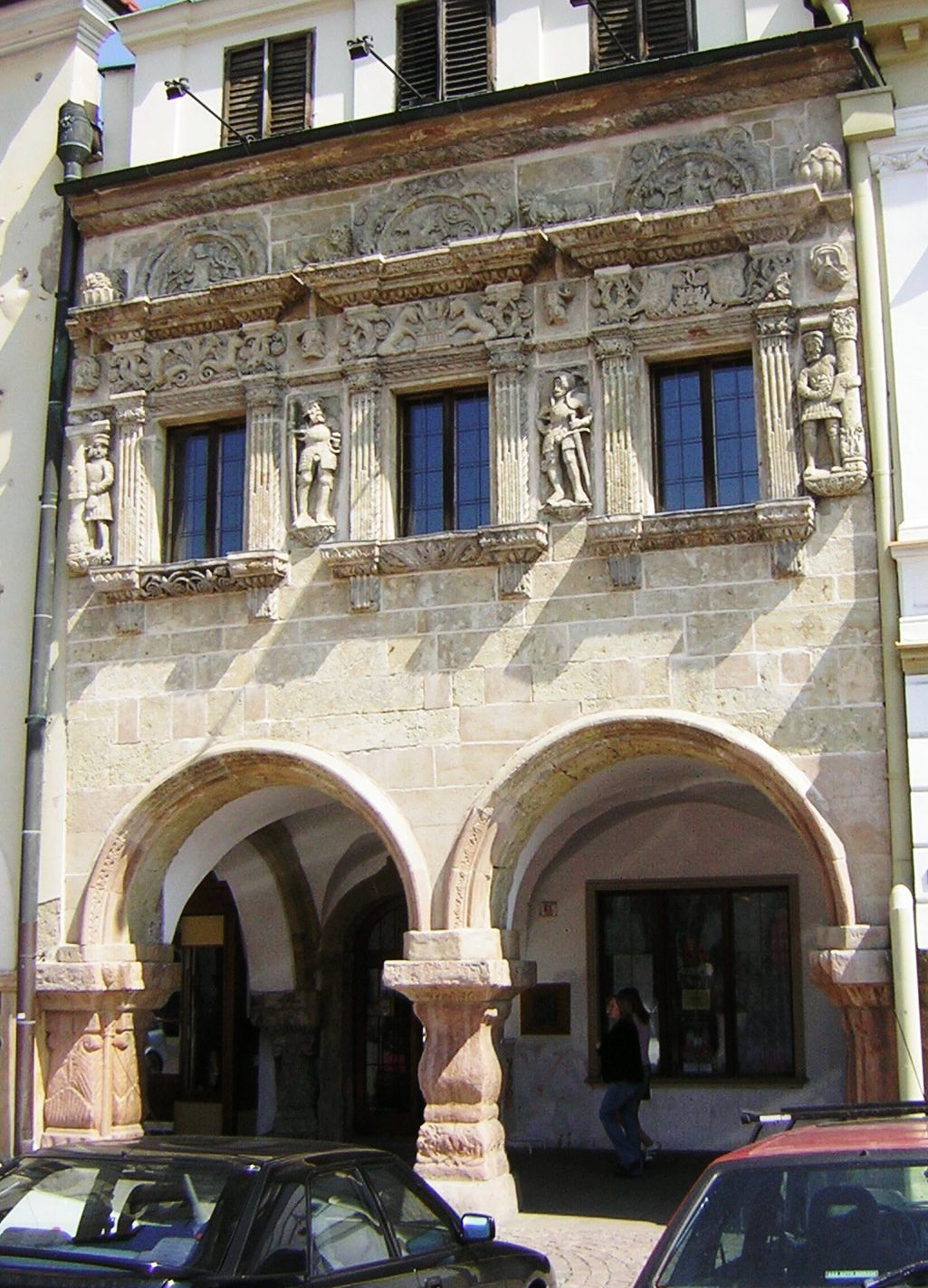
Dům U rytířů

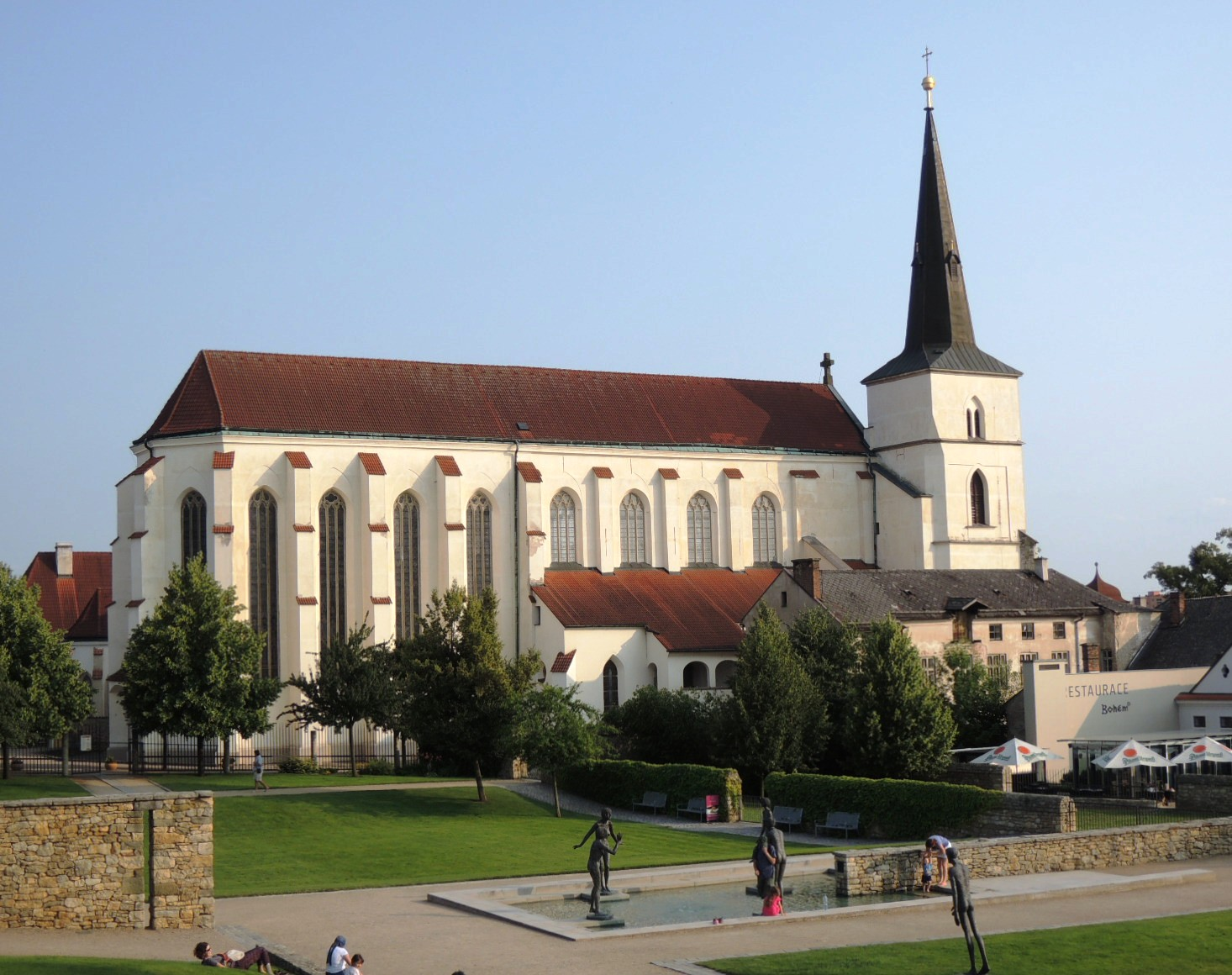
Kostel Povýšení sv. Kříže

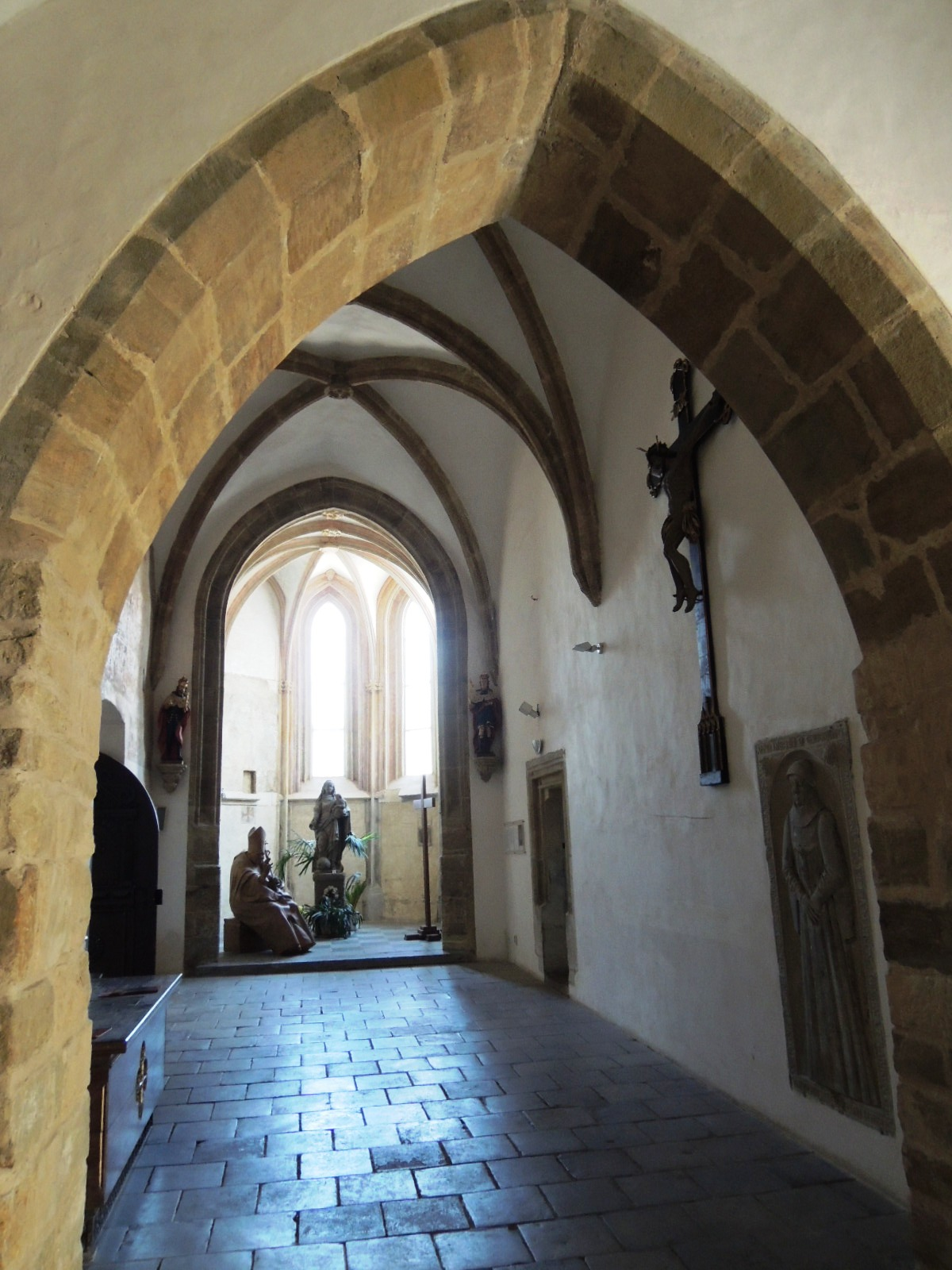
Kaple u kostela Povýšení sv. Kříže

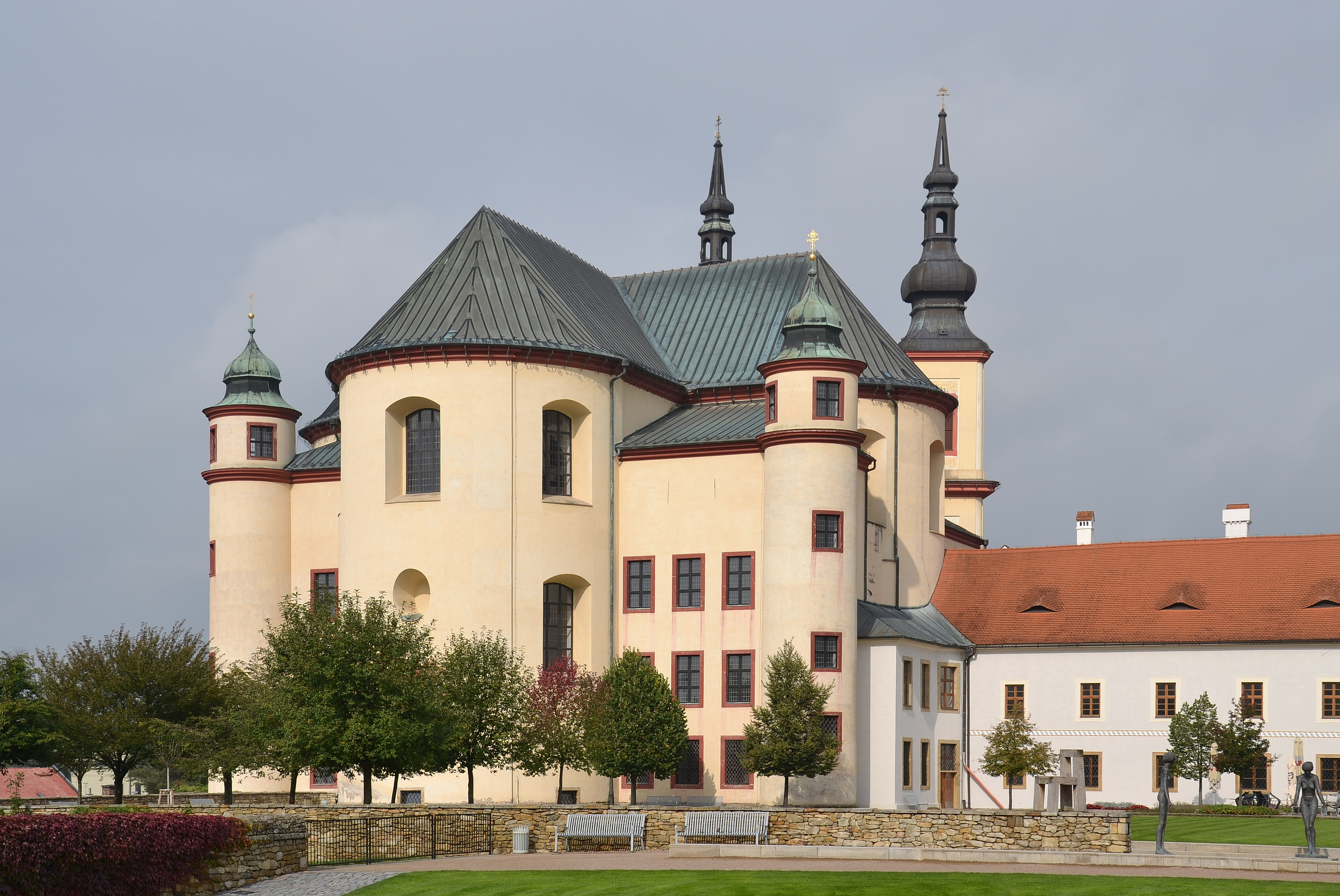
Piaristický kostel Nalezení sv. Kříže

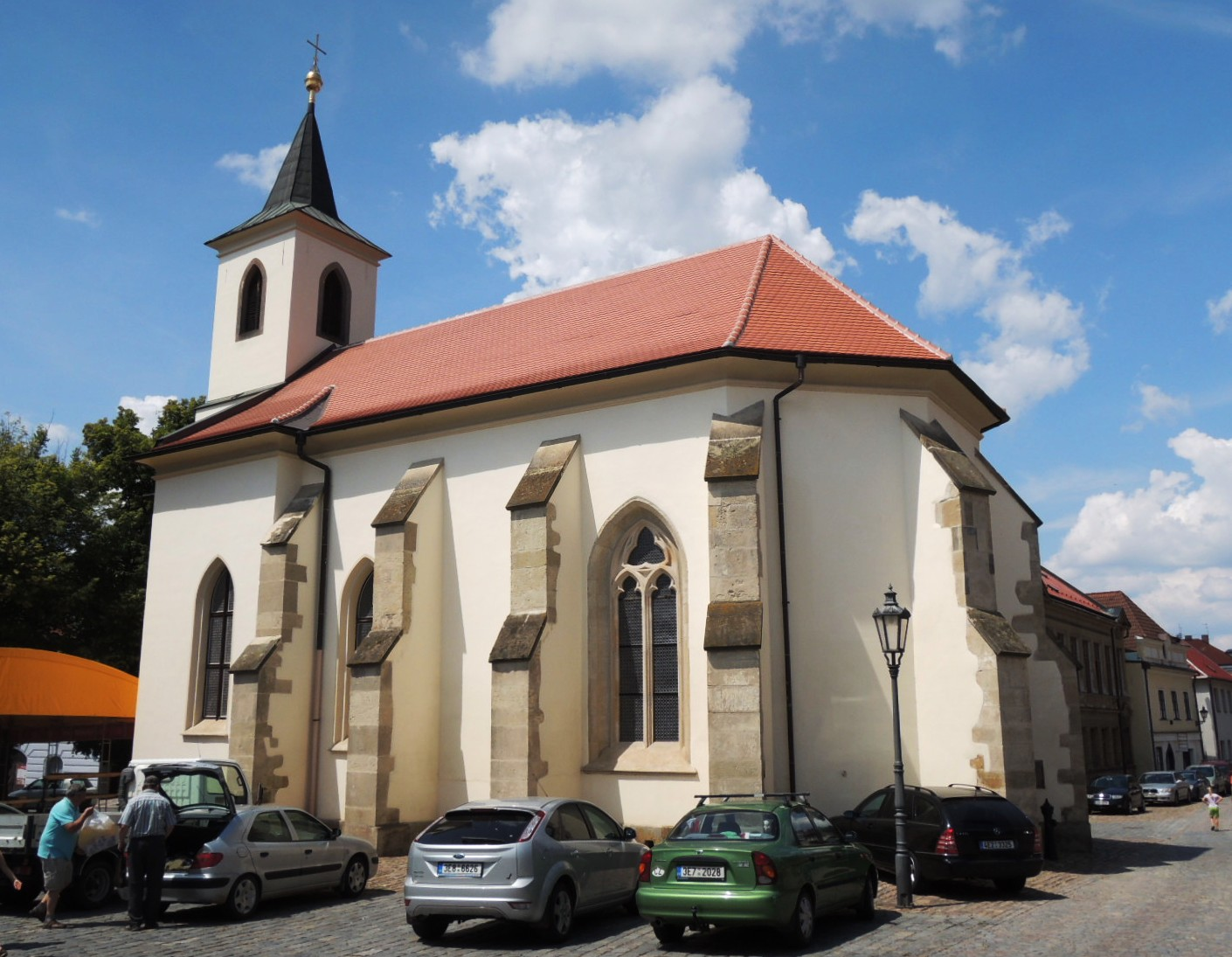
Kostel Rozeslání sv. Apoštolů

### Architektura a veřejný prostor

#### Zámecký areál
Celý zámecký areál je od roku 1999 zapsán na seznamu světového dědictví UNESCO.
- renesanční zámek, postavený podle plánů Giovanniho Battisty Aostallise a Ulrica Aostallise v letech 1568–1581; s arkádami, sgrafitovou výzdobou a klasicistním divadlem; interiéry přestavěny barokně Františkem Maxmiliánem Kaňkou a klasicistně Janem Kryštofem Fabichem
  - I. prohlídková trasa – zámecké divadlo a reprezentační pokoje
  - II. prohlídková trasa – kaple a hostinské pokoje
  - městská obrazárna, výběr z depozitáře Městské galerie Litomyšl, ve druhém patře zámku
  - sklepení se sochami Olbrama Zoubka a voskovým Srdcem pro Václava Havla
  - pamětní deska připomínající návštěvu sedmi prezidentů v roce 1994
- pivovar, renesanční stavba, budována od 80. let 16. století do roku 1630, barokně přestavěná podle plánů Františka Maxmiliána Kaňky (kolem 1730), revitalizovaná, na bráně odkrytá sgrafitová výzdoba
  - rodný byt Bedřicha Smetany
  - pamětní deska připomínající narození Bedřicha Smetany z roku 1880
  - portál s kamenným erbem Trauttmansdorffů
  - infocentrum
  - ubytování a multifunkční sály
- jízdárna, barokní stavba (první třetina 18. století), revitalizovaná
  - alianční erb Trauttmansdorffů a Kouniců
  - krátkodobé výstavy
- konírna, barokní stavba postavená podle plánů Františka Maxmiliána Kaňky (kolem 1725), revitalizovaná
  - socha atleta z dílny Matyáše Bernarda Brauna
  - dříve depozitář Státního okresního archivu Svitavy se sídlem v Litomyšli
  - dětský program Litomyšlení, bludiště historií zámku
- kočárovna, barokní stavba
  - dříve depozitář Státního okresního archivu Svitavy se sídlem v Litomyšli
  - coworking Kočárovna
  - El lamíno café
- panský dům, empírová stavba
  - sídlo mateřské školy
- I. nádvoří
  - oválná kašna z roku 1857, dříve sloužící jako brodidlo pro koně
  - pod zemí se nachází základy románsko-gotického kostela Panny Marie, který býval součástí premonstrátského kláštera a později biskupství
- francouzská zahrada z konce 18. století
  - klasicistní salet na bývalé baště, uvnitř malby s egyptskou tematikou
  - barokní sochy Apollona, Cerery, Plutona a Diany (první polovina 18. století) z okolí Jiřího Františka Pacáka, k zámku od města otočeny v roce 1952
  - klasicistní sochy Marta a Minervy od Václava Hendrycha, z jižní na severní zeď zahrady přemístěny v roce 1952
- anglický park z konce 18. století
  - umělá mohyla se sochou lva, nápis Frater fratri 1808
  - vodní kaskáda s laminátovým korytem
  - voliéra
  - původně zde stával amfiteátr pro představení Smetanovy Litomyšle

#### Zámecké návrší
- kostel Nalezení svatého Kříže, postavený podle plánů Giovanniho Battisty Alliprandiho a Františka Maxmiliána Kaňky v letech 1716–1730 jako součást piaristického kláštera; jednolodní barokní stavba a příčnou lodí a bočními kaplemi; renovován v letech 2010–2014 (od té doby otevřen pro veřejnost)
  - vyhlídka na město
  - stálá expozice sakrálního umění Andělé na návrší, včetně ocelové lávky
  - komentované Architektonické prohlídky – od pískovce k laminátu
  - krypta kostela s krátkodobými výstavami
- kostel Povýšení svatého Kříže, postavený podle plánů mistra Jakuba v letech 1356–1376 jako součást augustiniánského kláštera; trojlodní gotická stavba, v barokní době přestavěná; proboštský a kapitulní kostel
  - vyhlídka na město z věže
  - komentované prohlídky
  - na jižní straně k němu přiléhá gotická kaple sv. Josefa a gotická sakristie
  - barokní budova proboštství z let 1758–1763, Šantovo náměstí 183
  - socha svatého Floriána z roku 1767, ulice Rektora Stříteského
- klášterní zahrady, revitalizovány Zdeňkem Sendlerem, otevřeny pro veřejnost v roce 2000
  - bazén s mlhovištěm a sochami Olbrama Zoubka
  - sousoší Šik Jasana Zoubka
- budova bývalého piaristického gymnázia
  - expozice Regionálního muzea v Litomyšli
- budova bývalé piaristické koleje
  - Fakulta restaurování Univerzity Pardubice
  - pamětní deska Františka Ambrože Stříteského
- Portmoneum – Museum Josefa Váchala
- Červená věž, poslední část gotického kostkovského opevnění města
- fortna, spojení tehdejšího litomyšlského dvouměstí, města rozkládajícího se kolem dnešního Smetanova náměstí a tzv. Nového města kolem současného kostela Nalezení svatého kříže
- socha Aloise Jiráska od Vincenta Makovského v Jiráskově ulici z roku 1959[10]
- socha Zdeňka Nejedlého od Jana Hány u 1. základní školy z roku 1978
- máchadlo, dříve tzv. „rybníček“

#### Náměstí a okolí
- Smetanovo náměstí tvoří množství historických domů s úplně zachovaným podloubím po obou stranách.
  - stará radnice (tzv. „Rathaus“) s věží z roku 1418, barokně přestavěná, deska s délkovou mírou loket český
  - dům U Rytířů, renesanční stavba s bohatě zdobenou kamennou fasádou a podloubím, dílo mistra Blažka z doby kolem 1550
    - expozice Městské galerie Litomyšl

  - mariánský sloup od Giovanniho Battisty Alliprandiho se sochami od Antonína Appellera z roku 1716
  - socha Bedřicha Smetany od Jana Štursy z roku 1924
  - Váchalova ulička
- Toulovcovo náměstí, dříve tzv. „Špitálek“
  - kostel Rozeslání svatých apoštolů, jednolodní gotická stavba z konce 14. století
  - původně zde stával špitál, donátorem byl Vavřinec Toulovec z Třemošné
- Komenského náměstí
  - Smetanův dům, novorenesanční stavba z roku 1905 s divadelním sálem, pamětní deska připomínající vykonstruovaný proces se skupinou Stříteský a spol.
  - Vyšší odborná škola pedagogická a Střední pedagogická škola Litomyšl
  - pomník Jana Amose Komenského od Aloise Meteláka z roku 1921
  - Dvojhvězda – pomník Zdeňka Kopala od Mariana Karla a Federica Díaze severně od náměstí z roku 2004
  - pomník bývalé židovské synagogy a židovských transportů západně od náměstí
- Šantovo náměstí
  - stávala zde slavná tiskárna a rodný dům Zdeňka Nejedlého
- Braunerovo náměstí
  - do roku 1822 zde stávala tzv. Německá brána

#### Ostatní
- Nedošínský háj
  - kaplička svatého Antonína
- kostel svaté Anny, barokní hřbitovní kostel z let 1670–1672
  - na hřbitově pomníky rodičů Braunerových, Magdaleny Dobromily Rettigové, A. V. Šmilovského, hrobka rodiny Fünfkirchenů[11]
  - sousoší Nejsvětější Trojice od J. Dvořáka z roku 1824, u hřbitova
- Nový kostel – modlitebna Církve bratrské podle návrhu architekta Zdeňka Fránka z roku 2010
- židovský hřbitov, leží za městem severně od části Lány
- Lidový dům z roku 1920
- bývalý Pernštejnský dvůr, barokní stavba u Loučné naproti železniční zastávce Litomyšl-zastávka
  - socha sv. Václava z roku 1765, naproti Pernštejnskému dvoru
- zemědělský Hraběnčin dvůr, barokní stavba (Partyzánská 322)
- Holárkovský dům, renesanční stavba z doby kolem 1580, s renesančními sgrafity (Partyzánská 338)
- socha sv. Jana Nepomuckého (Na Lánech)
- socha sv. Prokopa z roku 1764, silnice na Českou Třebovou, ulice J. K. Jeřábka
- socha sv. Anežky České, Líbánky
- pomník obětem 1. a 2. světové války (Moravská 628)

#### Zaniklé stavby
- židovská synagoga, neorománsko-maurská stavba postavená v letech 1909–1910 podle návrhu Čeňka Vaňka, zbourána 1968–1969 (ulice Bernardka)[12]
  - pomník bývalé synagogy a židovských transportů
- vodní mlýn Panský, středověký mlýn s vodárenskou věží, zbořený před stavbou pedagogické školy postavené roku 1906[13]
- vodní mlýn Konšelský, Špitálský, zbourán po roce 1960, zůstalo hospodářské stavení (Mařákova 1149)[14]
- kaple svatého Jana Nepomuckého, neogotická stavba z roku 1869, zbourána na konci 60. let 20. století (křížení ulic Havlíčkova a F. Vognera)[15]
- kaple Nejsvětější Trojice, barokní stavba z roku 1696, zbourána 1972 (křížení ulic Zámecká a Tyršova)[16]

### Muzea a galerie
- Regionální muzeum v Litomyšli
  - budova bývalého piaristického gymnázia (Jiráskova 9)
  - Rodný byt Bedřicha Smetany v bývalém zámeckém pivovaru (Jiráskova 133)
  - Portmoneum – Museum Josefa Váchala (T. Novákové 75)
- Městská galerie Litomyšl
  - Dům U Rytířů (Smetanovo náměstí 110)
  - prostory ve druhém patře zámku (Jiráskova 93)
- zámecké sklepení se sochami Olbrama Zoubka a voskovým Srdcem pro Václava Havla (Jiráskova 93)
- Muzeum domečků, panenek a hraček (Jiráskova 4)
- Galerie Zdeněk Sklenář (Mariánská 1097)
- Galerie Kroupa (Smetanovo náměstí 60)
- Galerie Miloslava Kubíka (Smetanovo náměstí 71)
- Galerie de Lara (Smetanovo náměstí 137)

### Akce a festivaly
- Andělské adventní neděle
- ArchiMyšl – Světový den architektury v Litomyšli
- Den otevřených dveří památek v Litomyšli
- Gastronomické slavnosti M. D. Rettigové
- Hradozámecká noc
- Květiny na zámku v Litomyšli
- Květy pozdního léta – tradiční výstava květin a rostin organizovaná společností Školky Litomyšl, založené roku 1946, pravidelně probíhá v posledním týdnu v srpnu. Součástí výstavy jsou květinová aranžmá na určité téma, ukázky květinových vazeb či možnost prohlídek speciálních areálů, například arboreta. Lze i získat publikace o pěstování rostlin či nové zahradní květiny, stromy, keříky či cibuloviny.
- Litomyšlské dny barokní tradice
- Litomyšlský symfonický orchestr, amatérský symfonický orchestr se sídlem v Litomyšli
- Mladá Smetanova Litomyšl
- Sjezd automobilových veteránů se vzpomínkovou jízdou na Elišku a Čeňka Junkovy
- Smetanova Litomyšl
- Smetanova výtvarná Litomyšl
- Studentská jízda – studentský festival
- Svatební veletrh
- Toulovcovy prázdninové pátky
- Zámecké sklepení v moci pekelné

## Demografie
| 1869  | 1880  | 1890  | 1900  | 1910  | 1921  | 1930  | 1950  | 1961  | 1970  | 1980   | 1991   | 2001   | 2011   | 2017   |
| ----- | ----- | ----- | ----- | ----- | ----- | ----- | ----- | ----- | ----- | ------ | ------ | ------ | ------ | ------ |
| 8 597 | 9 113 | 9 636 | 9 651 | 9 329 | 8 737 | 8 638 | 7 655 | 8 427 | 8 884 | 10 253 | 10 187 | 10 358 | 10 154 | 10 097 |

| 1869  | 1880  | 1890  | 1900  | 1910  | 1921  | 1930  | 1950  | 1961  | 1970  | 1980  | 1991  | 2001  | 2011  |
| ----- | ----- | ----- | ----- | ----- | ----- | ----- | ----- | ----- | ----- | ----- | ----- | ----- | ----- |
| 1 008 | 1 019 | 1 034 | 1 040 | 1 074 | 1 134 | 1 302 | 1 440 | 1 415 | 1 511 | 1 677 | 2 000 | 2 021 | 2 186 |

## Správa
| místní část          | katastrální území    | počet obyvatel (2011) |
| -------------------- | -------------------- | --------------------- |
| Kornice              | Kornice              | 150                   |
| Lány                 | Lány                 | 428                   |
| Litomyšl-Město       | Litomyšl             | 6421                  |
| Nedošín              | Nedošín              | 239                   |
| Nová Ves u Litomyšle | Nová Ves u Litomyšle | 124                   |
| Pazucha              | Pazucha              | 119                   |
| Pohodlí              | Pohodlí              | 288                   |
| Suchá                | Záhraď               | 121                   |
| Zahájí               | Litomyšl             | 1483                  |
| Záhradí              | Záhraď               | 985                   |

Část Zahájí rozděluje část Litomyšl-Město na severní straně na dva díly. Nová Ves u Litomyšle a Pohodlí tvoří exklávu na jižní straně, protože je od zbytku města oddělují území obcí Benátky a Osík.

### Seznam starostů
- Miroslav Brýdl (BPP) 1990–1994, 1994–1998, 1998–2002
- Jan Janeček (KDU-ČSL) 2002–2006
- Michal Kortyš (ODS) 2006–2010, 2010–2014
- Radomil Kašpar (KDU-ČSL) 2014–2018
- Daniel Brýdl (Generace 89) od 2018

## Ekonomika
V Litomyšli působí množství společností, mezi nejvýznamnější patří následující. V Nedošíně, na sever od centra, má svůj výrobní závod společnost Adfors patřící do koncernu Saint-Gobain, která se zaměřuje na výrobu průmyslových textilií, skleněných vláken a geomříží pro dopravní stavitelství. V jižní průmyslové zóně (podél silnice na Svitavy) sídlí Tiskárna H.R.G. a společnost Pfahnl, dodavatel pekařských směsí a technologií. V sektoru zemědělství v Litomyšli podnikají firmy Rybářství Litomyšl, která obhospodařuje 220 rybníků v Pardubickém kraji a Školky Litomyšl, ta se zaměřuje na pěstování jehličnatých, listnatých i ovocných stromů a spolupracuje se Střední školou zahradnickou a technickou Litomyšl. Ve městě také sídlí stavební společnosti Profistav a SaM silnice a mosty Litomyšl.

## Doprava

### Silniční spojení
Litomyšl leží na křížení těchto silničních tras:
- Silnice I/35 (evropská silnice E442) vedoucí na západ přes Vysoké Mýto směrem do Hradce Králové a na východ přes Svitavy do Olomouce. V budoucnu by měl dopravu svést obchvat na severní straně města (plánovaná dálnice D35).
- Silnice II/358 vedoucí na západ přes Skuteč směrem na Slatiňany a na východ do České Třebové.
- Silnice II/360 vedoucí na sever přes Ústí nad Orlicí směrem do Letohradu a na jih přes Poličku do Jaroměřic nad Rokytnou.
- Silnice II/317 vedoucí z Litomyšle přes Choceň do Borohrádku.
- Silnice II/359 vedoucí z Litomyšle přes Proseč do Zderazi.

### Autobusové spojení
Autobusové nádraží se nachází na křižovatce ulic Kapitána Jaroše a Mařákova. Spojení nabízí jak do blízkého okolí (Svitavy, Česká Třebová, Ústí nad Orlicí, Vysoké Mýto, Choceň, Polička, Proseč), tak dálkové (Pardubice, Hradec Králové, Brno, Liberec, Jihlava). Po silnici I/35 jezdí četné autobusové linky včetně dálkových.

### Železniční spojení

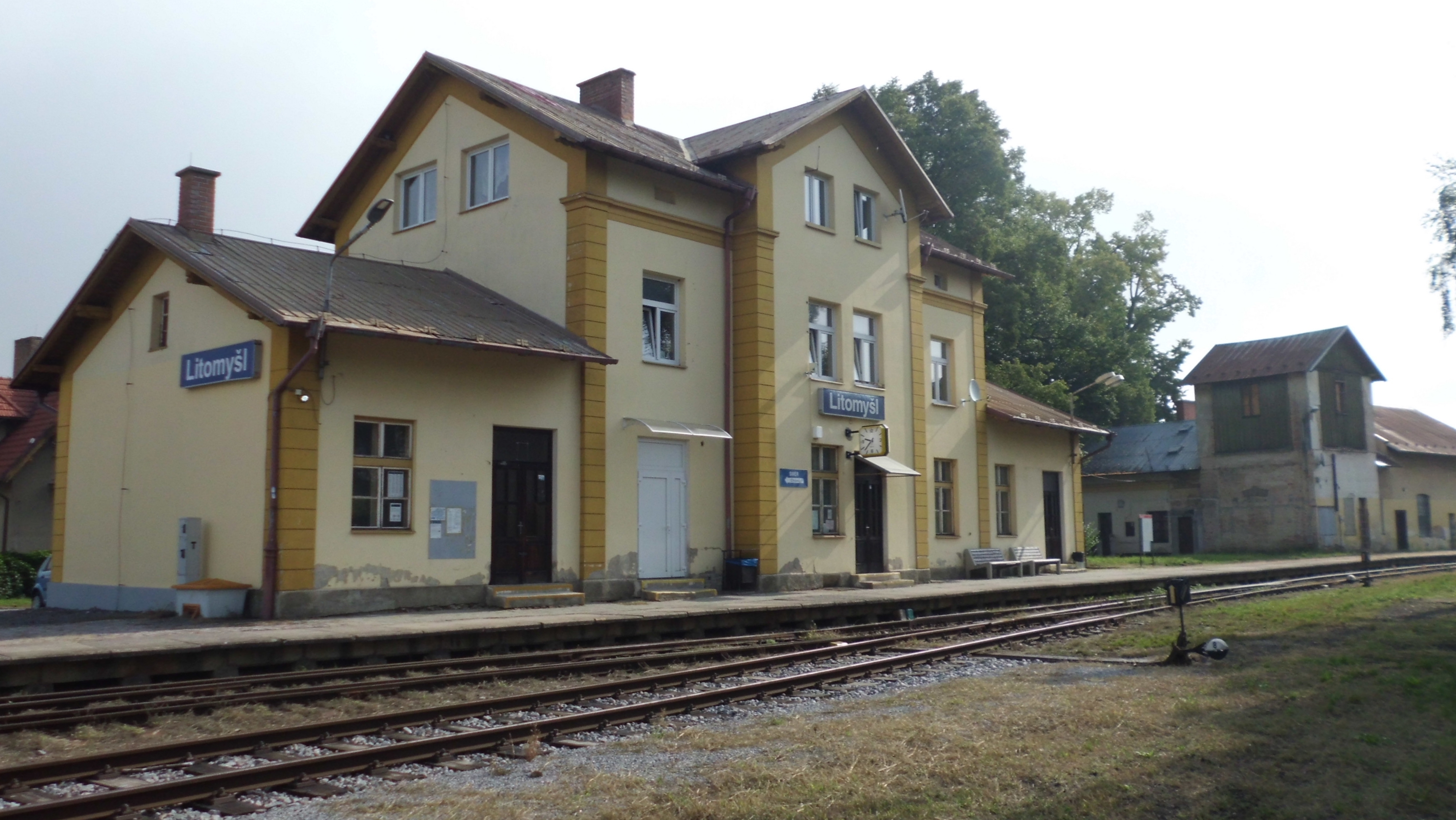
Vlakové nádraží v Litomyšli

Železniční doprava ve městě má menší význam. Končí zde železniční trať Choceň–Litomyšl se zastávkami Litomyšl-Nedošín, Litomyšl zastávka a Litomyšl (konečná stanice). Na dráze měla být v roce 2011 rozhodnutím kraje zastavena osobní doprava. Po protestech veřejnosti došlo pouze k jejímu zredukování. Česká Třebová potom leží na frekventovaných železničních tepnách Praha – Česká Třebová a Česká Třebová – Přerov propojující Prahu, Pardubice, Olomouc a Ostravu, kde staví dálkové vlaky. Vlaky někdy jezdí až do České Třebové či Svitavy, aby nahradily některé vlaky z Kolína končící v Chocni.

### Cyklobusy
Od června do září v pátky, soboty, neděle a sváteční dny je návštěvníkům k dispozici cyklobus s okružní jízdou po česko-moravském pomezí:
- č. 680019: Polička – Svitavy – Moravská Třebová – Mladějov – Česká Třebová – Litomyšl – Vysoké Mýto – Nové Hrady – Proseč – Polička

Od června do září v soboty, neděle a sváteční dny jezdí dva cyklobusy do Orlických hor:
- č. 680948: Litomyšl – Česká Třebová – Lanškroun – Čenkovice – Králíky – Dolní Morava
- č. 700949: Lanškroun – Česká Třebová – Ústí nad Orlicí – Letohrad – Litomyšl – Vysoké Mýto – Choceň – Žamberk – Pastviny – Bartošovice v Orlických horách – Orlické Záhoří – Deštné v Orlických horách

## Školství

### Mateřské školy
- I. mateřská škola
- II. mateřská škola
- III. mateřská škola

### Základní školy
- Základní škola Litomyšl, Zámecká 496
- Základní škola Litomyšl, U Školek 1117
- Základní škola Litomyšl, T. G. Masaryka 1145
- Školamyšl, z. s.
- Speciální základní škola Litomyšl

### Střední školy
- Gymnázium Aloise Jiráska
- Střední škola zahradnická a technická Litomyšl
- Soukromá střední odborná a jazyková škola Trading Centre, s.r.o., Litomyšl
- Vyšší odborná škola a střední pedagogická škola

### Vysoké školy
- Fakulta restaurování Univerzity Pardubice

## Zajímavosti
V Litomyšli se v minulosti držel silný svatojanský kult. Zpodobnění Jana Nepomuckého se nachází na vícero místech ve městě:
- boční oltář v kostele Nalezení svatého Kříže
- boční oltář v kostele Povýšení svatého Kříže
- socha u kostela Povýšení svatého Kříže
- socha ve výklenku sklepů pivovaru na rohu Zámecké a Jiráskovy ulice
- socha na Mariánském sloupu na Smetanově náměstí
- socha ve štítu domu na Smetanově náměstí čp. 28
- socha ve štítu Hostince u Párů v Tyršově ulici čp. 242
- socha v ulici na Lánech
- socha na Jiráskově náměstí
- obraz v zámecké kapli

V minulosti se též nacházelo:
- socha ve štítu domu na Smetanově náměstí čp. 139, zmizela po roce 1918
- zasvěcení kaple pro vězně na radnici

Poutní soše Panny Marie Litomyšlské z kostela Povýšení svatého Kříže byla zasvěcena 22. kaple svaté cesty z Prahy do Staré Boleslavi, která byla založena v letech 1674–1690. Donátorem této kaple byl nejvyšší komorník Jan Bedřich z Trauttmansdorffu.
Kaple sv. Jiří u Litomyšle byla na konci 17. století velmi poškozena, a proto se místní lidé rozhodli prodat její zvon do Lochovic. Avšak paní z Lochovic prohrála zvon v kartách s krumlovskými, a tak zvon skončil v Českém Krumlově.

## Okolí
- asi 20 km jihozápadně od města se nachází pískovcové skalní město Toulovcovy maštale
- v nedaleké obci Dolní Újezd byla roku 1960 objevena část fosilní čelisti křídového mořského plaza z čeledi mosasauridů[30]

## Osobnosti

### Narození v Litomyšli
- František August Brauner (1810–1880), právník, politik, autor tzv. první pražské petice
- Bedřich Smetana (1824–1884), hudební skladatel – narodil se v pivovaru zámeckému sládkovi Františku Smetanovi, jeho socha se nachází na náměstí
- František Čermák (21.9.1824 – 23.4.1910), rytíř řádu císaře Františka Josefa I., majitel čestné medaile, konsistorní rada, čestný děkan, emeritní biskupský vikář, kněz (vysvěcen 28.9.1847), jubilár a farář v Ostřetíně[31]
- Julius Mařák (1832–1899), akademický malíř
- Karel Němec (1839–1901), zahradnický odborník, pedagog, známý ovocnář, ředitel Pomologického ústavu v Praze, syn Boženy Němcové
- Karel Zahradník (1848–1916), matematik
- Julius Stoklasa (1857–1936), chemik, fyziolog, biolog
- Hubert Gordon Schauer (1862–1892), spisovatel, literární kritik, publicista – pohřben v Litomyšli
- Josef Theurer (1862–1928), fyzik, matematik – pohřben v Litomyšli
- Emanuel Formánek (1869–1929), chemik, lékař a politik
- Ladislav Prokop Procházka (1872–1955), lékař, politik, hudební skladatel, spisovatel
- Zdeněk Nejedlý (1878–1962), historik, muzikolog, literární historik, komunistický politik, veřejný činitel – zasloužil se o zpřístupnění zámku a o vznik festivalu Smetanova Litomyšl, jeho socha se nachází před Základní školou na Zámecké ulici (sochu doplňuje tabulka s textem „Rozmnožil i poškodil kulturu českou, přinesl poctu i úhonu rodnému městu, jež oceňuje dobré a zavrhuje špatné jeho skutky.“)
- Kvido Hodura (1879–1960), jazykovědec
- Arne Novák (1880–1939), literární historik a kritik, bohemista, germanista – studoval na litomyšlském gymnáziu
- Josef Páta (1886–1942), pedagog a spisovatel
- Čestmír Jeřábek (1893–1981), spisovatel, dramatik, literární kritik – studoval na litomyšlském gymnáziu
- Josef Portman (1893–1968), tiskař, vydavatel – založil Portmoneum
- Albert Regner (1905-1970), badatel v oblasti anorganické chemie a elektrochemie
- Eliška Klimková-Deutschová (1906–1981), lékařka, profesorka neurologie
- Zdeněk Kopal (1914–1993), astronom, astrofyzik – jeho památník se nachází poblíž Havlíčkovy ulice
- František Hoffmann (1920–2015), historik, archivář
- Karel Píč (1920–1995), úředník, básník, esperantista
- Bohdan Kopecký (1928–2010), malíř
- Josef Špak (1929–2016), duchovní, biskup, patriarcha Církve československé husitské
- Ladislav Pecháček (*1940), lékař, spisovatel, humorista
- Tomáš Havránek (ekonom) (*1985), ekonom
- Martin Doubek (*1994), automobilový závodník

### Působící v Litomyšli
- Jan ze Středy (cca 1310–1380), litomyšlský biskup – údajně pohřben v kostele Povýšení sv. Kříže
- Jan Železný (cca pol. 14. stol – 1430), litomyšlský biskup
- Vavřinec Toulovec z Třemošné (cca 1350–1413), měšťan, podle pověstí loupeživý rytíř – donátor špitálního kostela Rozeslání svatých apoštolů, kde je údajně také pohřben, jeho jméno nesou Toulovcovy maštale
- Martin Kabátník (1428–1503), spisovatel, cestovatel
- Jan Augusta (1500–1572), biskup jednoty bratrské
- Giovanni Battista Aostalli de Sala (cca 1510–1575), architekt – stavitel zámku
- Ulrico Aostalli de Sala (cca 1525–1597), architekt – stavitel zámku
- Vratislav II. z Pernštejna (1530–1582), šlechtic – majitel litomyšlského panství
- Jan Bedřich z Trauttmansdorffu (1619–1696), šlechtic – majitel litomyšlského panství, pohřben v Litomyšli
- Tomáš Pešina z Čechorodu (1629–1680), klerik, dějepisec, spisovatel – děkan v Litomyšli
- Giovanni Battista Alliprandi (cca 1665–1720), architekt – stavitel kostela Nalezení sv. Kříže, autor přestaveb zámku, pohřben v Litomyšli
- František Maxmilián Kaňka (1674–1766), architekt – stavitel kostela Nalezení sv. Kříže, autor přestaveb zámku
- František Václav z Trauttmansdorffu (1677–1753), šlechtic – majitel litomyšlského panství, pohřben v Litomyšli
- Ignác Florus Stašek (1782–1862), matematik, astronom, autor první české fotografie – rektor piaristického gymnázia, pohřben v Litomyšli
- Magdalena Dobromila Rettigová (1785–1845), spisovatelka, autorka kuchařek – pohřbena v Litomyšli
- Jan Evangelista Purkyně (1787–1869), fyziolog, anatom, biolog, básník, filozof – vyučoval na litomyšlském gymnáziu
- Bonifác Buzek (1788–1839), filozof – vyučoval na litomyšlském gymnáziu
- Alois Vojtěch Šembera (1807–1882), jazykovědec, literární historik – studoval na litomyšlském gymnáziu
- František Matouš Klácel (1808–1882), básník, novinář, filozof – studoval na litomyšlském gymnáziu
- Jan Quido Veselík (1813–1866), knihař, nakladatel a knihkupec, od roku 1853 provozoval v Litomyšli svoje knihkupectví
- Božena Němcová (1820–1862), spisovatelka – poprvé zde vydala Babičku, dvě pamětní desky na Smetanově náměstí (čp. 27 – pamětní deska s bustou od Ladislava Faltejska z roku 1971 s textem „Zde žila v letech 1839 až 1840 spisovatelka Božena Němcová 1820 1970“; čp. 84 Hotel Zlatá Hvězda – pamětní deska z roku 1932 s textem „V tomto domě naposled pracovala a dohasínala Božena Němcová 13. 9. – 28. 11. 1861.“)
- Jan Janouš (1824–1888), poslanec Českého zemského sněmu, starosta Litomyšle
- Josef Jireček (1825–1888), etnograf, literární historik, politik – studoval na litomyšlském gymnáziu
- Hermenegild Jireček (1827–1909), právní historik – studoval na litomyšlském gymnáziu
- Antonín Bennewitz (1833–1926), houslista, dirigent, pedagog – studoval na litomyšlském gymnáziu
- Antonín Augusta (1834–1866), tiskař, nakladatel spisů Boženy Němcové
- Alois Vojtěch Šmilovský (1837–1883), spisovatel, gymnazijní profesor – pohřben v Litomyšli
- Josef Durdík (1837–1902), filozof, psycholog, politik – studoval na litomyšlském gymnáziu
- August Sedláček (1843–1926), historik – vyučoval na litomyšlském gymnáziu
- Josef Kořenský (1847–1938), cestovatel, pedagog, spisovatel – vyučoval na litomyšlském gymnáziu
- Alois Jirásek (1851–1930), spisovatel – čtrnáct let vyučoval na litomyšlském gymnáziu, jeho socha se nachází v Jiráskově ulici pod zámkem
- Teréza Nováková (1853–1912), spisovatelka – tvorba inspirovaná městem a okolím
- Quido Šimek (1857–1933), kupec, sběratel, malíř, cestovatel a humorista
- Josef Žďárský (1859–1956), obchodník, kulturní pracovník
- Václav Tille (1867–1937), knihovník, učitel, kritik, spisovatel – vyučoval na litomyšlském gymnáziu
- Zdeněk Matěj Kuděj (1881–1955), novinář, cestovatel, překladatel, spisovatel – pohřben v Litomyšli
- Josef Váchal (1884–1969), malíř, grafik, ilustrátor, sochař, řezbář – vymaloval Portmoneum
- Antonín Ausobský (1885–1957), architekt, autor několika významných staveb ve městě
- Josef Matička (1893–1976), malíř – tvorba inspirovaná městem a okolím, pohřben v Litomyšli
- František Ambrož Stříteský (1912–1989), klerik – poslední rektor piaristické koleje
- Václav Boštík (1913–2005), malíř, grafik, ilustrátor – restauroval sgrafita zámku
- Stanislav Podhrázský (1920–1999), malíř, sochař, restaurátor – restauroval sgrafita zámku
- Marie Sedláčková (1923–1945), účastnice protifašistického odboje
- Jiří Šotola (1924–1989), básník, prozaik, herec, dramatik, divadelní režisér – studoval litomyšlskou obecnou školu
- Olbram Zoubek (1926–2017), akademický sochař – restauroval sgrafita zámku, věnoval městu sbírku soch
- Libuše Moníková (1945–1998), spisovatelka – její kniha Fasáda je inspirována zámkem
- Ladislav Horáček (1947–2015), nakladatel, zakladatel Nakladatelství Paseka – založil muzeum Josefa Váchala v Portmoneu
- Petr Rezek (*1948), filozof
- Josef Pleskot (*1952), architekt – navrhl revitalizaci zámeckého návrší
- Pavel Konzbul (*1965-) titulární biskup litomyšlský

### Účastníci Olympijských her z Litomyšle
- Brdíčková Miroslava (1927 - 1957), OH 1956 (gymnastika)
- Klesewetter Lumír (1919 - 1973), OH 1948 (atletika - hod oštěpem)
- Pakosta Marek (nar. 1969), OH 1996 (plážový volejbal)
- Popelka Vladimír (nar. 1948), OH 1972 (cyklistika)
- Trkal František (nar. 1970), OH 1992 (cyklistika)
- Vacková Michaela (nar. 1993), OH 2010 mládeže (basketbal)
- Valenta Věroslav (nar. 1965), OH 1988 (atletika - desetiboj)[32]

## Partnerská města
- Levoča, Slovensko
- Roden, Nizozemsko
- San Polo d'Enza, Itálie

#### Historie
- AUTRATOVÁ, Ludmila. Píseň o erbu města Litomyšle: K oslavám 300letého trvání gymnasia v Litomyšli... Rovnost, Litomyšl 1948.
- BOŠTÍK, Martin. Hnízdo kosů litomyšlských 1889–1903: k dějinám spolkového života v Litomyšli na přelomu 19. a 20. století. Regionální muzeum v Litomyšli, Litomyšl 2006. ISBN 80-239-6674-X. Dostupné online
- BOŠTÍK, Martin. Monstrproces „Stříteský a spol.“ Litomyšl 1950: historická studie o síle a slabosti poválečného člověka. Regionální muzeum v Litomyšli, Litomyšl 2004. ISBN 80-239-2449-4. Dostupné online
- BOŠTÍK, Martin. Sametová revoluce v Litomyšli: příspěvek k politickým dějinám okresu Svitavy v letech 1989–1991. Regionální muzeum v Litomyšli, Litomyšl 2009. ISBN 978-80-904064-1-4.
- HOFFMANN, František. Litomyšl v husitském revolučním hnutí. In: 700 let Litomyšle, Vlastivědný sborník. Pardubický kraj, Praha 1959.
- HOFFMANN, František. Správa a městské knihy litomyšlské od 14. do 16. století. Sborník archivních prací, 57, 2007, s. 451–573.
- HORSKÝ, Karel. Pokus o rekonstrukci zástavby návrší v Litomyšli v době biskupské ve 14. století. In: Zprávy museí od Trstenické stezky, čís. 7. Vlastivědné muzeum, Litomyšl 1969.
- JELÍNEK, František. Historie města Litomyšle. Díl 1.–3. Litomyšl 1838–1845.
- KAPUSTA, Jan. Josef Matička: Sen o Litomyšli. Kruh, Hradec Králové 1972.
- KAPUSTA, Jan. Nejstarší vyobrazení Litomyšle. In: Zprávy museí od Trstenické stezky, čís. 3. Vlastivědné muzeum, Litomyšl 1967.
- KMOŠEK, Pavel. Malované terče Litomyšlské střelecké společnosti. Městské muzeum, Litomyšl 1988.
- KROUPA, Jiří (ed.). Litomyšl: zámecké návrší. 1. vyd. Foibos Books, Praha 2017. ISBN 978-80-88258-01-8
- KŘIVKA, Josef. Litomyšlský velkostatek za Pernštejnů. In: Sborník příspěvků k dějinám českého velkostatku v 16.–17. století. Nakladatelství Československé akademie věd, Praha 1959.
- KŘIVKA, Josef. O stavbě litomyšlského zámku. In: Sborník příspěvků k dějinám Litomyšle a okolí. Krajský dům osvěty, Pardubice 1959.
- LAŠEK, František. Litomyšl v dějinách a výtvarném umění. J. R. Veselík, Litomyšl 1945.
- LAŠEK, František. Oživené litomyšlské paměti, kulturně-historické črty z 2. pol. 19. století. Městské muzeum, Litomyšl 1940.
- LAŠEK, František. Po stopách litomyšlských Valdštejnů a jich doby: kulturně historická črta. Vlastním nákladem, Litomyšl 1936.
- LAŠEK, František. Ze staré slávy Litomyšle. In: Od Trstenické stezky. 1. vyd. Litomyšl 1933. 2. vyd. Městská rada, Litomyšl 1937.
- Heslo Litomyšl. In: Ottův slovník naučný, sv. 16, s. 174.
- METYŠ, Jaromír. Vlastimil, pěvecký soubor Osvětové besedy v Litomyšli v letech 1932–1952: Struč. přehled činnosti za posledních 20 let. Osvětová beseda, Litomyšl 1953.
- NEJEDLÝ, Zdeněk. Dějiny města Litomyšle a okolí. Díl 1. Dějiny kláštera a biskupství Litomyšlského (do r. 1421). Nákladem osady, města a okresu Litomyšlského 1903, vytiskl Augusta, Litomyšl 1903.
- NEJEDLÝ, Zdeněk. Litomyšl: tisíc let života českého města. 1. vyd. Výstavní výbor města Litomyšl, Litomyšl 1934. 2. vyd. Díl 1. a 2. Státní nakladatelství politické literatury, Praha 1954.
- NEPRAŠ, Jaromír. Litomyšlsko v odboji. OV ČSPB, Okresní muzeum dělnického hnutí, Svitavy 1987.
- NOVOTNÝ, Vojtěch. Litomyšl před třicetiletou válkou a po ní. In: MÍK, František. Od Trstenické stezky: Vlastivědný sborník okresu litomyšlského a poličského. Vlastním nákladem, tiskem Augusty, Litomyšl 1921. Dostupné online
- Pamětní kniha děkanství litomyšlského.
- REICHERTOVÁ, Květa. Odkrytí a výzkum románské baziliky v areálu litomyšlského zámku. In: Zprávy památkové péče. Státní nakladatelství, Praha 1962.
- REICHERTOVÁ, Květa – MERHAUTOVÁ, Anežka. Počátky monumentální architektury v Litomyšli. In Umění, čís. 14. Praha 1966.
- RŮŽIČKA, Jindřich. Litomyšl 981–1981. Sborník statí o dějinách a současnosti českého města k 1000. výročí první zmínky. TEPS místního hospodářství, Praha 1981.
- RŮŽIČKA, Jindřich. Litomyšl: duch a tvář českého města v kresbách Karla Vika. Krajský dům osvěty, Pardubice 1959.
- RŮŽIČKA, Jindřich. Sborník příspěvků k dějinám Litomyšle a okolí. Krajský dům osvěty, Pardubice 1959.
- SKŘIVÁNEK, Milan. Litomyšl 1259–2009: město kultury a vzdělávání. 1. vyd. Město Litomyšl, Litomyšl 2009. ISBN 978-80-254-5129-8. 2. vyd. Město Litomyšl, Litomyšl 2016. ISBN 978-80-905821-4-9.
- SKŘIVÁNEK, Milan. Materiály k dějinám Litomyšle. Zpráva č. 4: Litomyšlský zámek – stavba a nejdůležitější úpravy do konce XVIII. století. Státní okresní archiv Svitavy se sídlem v Litomyšli, Litomyšl 1978.
- ŠKORPIL, Emanuel. Tři sta let Litomyšlského gymnasia 1644–1944. Státní reálné gymnasium Litomyšl, Litomyšl 1948.
- ŠORM, Antonín. Pověsti o českých zvonech. Cyrillo-Methodějská knihtiskárna a nakladateství V. Kotrba, Praha 1926.
- ŠTULC, Josef. Obnova národní kulturní památky zámku v Litomyšli. In: Památky a příroda, čís. 8. Praha 1983.
- VESELÍK, Karel. Vyobrazení Litomyšle na starých litomyšlských tiscích. In: Zprávy museí od Trstenické stezky, čís. 3. Vlastivědné muzeum, Litomyšl 1967.
- WIRTH, Zdeněk. Inventář zámku litomyšlského z roku 1808. In: Časopis přátel starožitností českých, roč. 21. Společnost přátel starožitností českých v Praze, Praha 1913.

#### Architektura a současnost
- BOŠTÍK, Martin – HUDEČEK, Milan. Litomyšlsko. Mikroregion Litomyšlsko, Litomyšl 2008 Dostupné online Archivováno 17. 4. 2021 na Wayback Machine.
- BURIAN, Aleš – PELČÁK, Petr – WAHLA, Ivan. Litomyšl a soudobá architektura – Litomyšl and contemporary architecture: 1990–2001. Spolek Obecní dům Brno, Brno 2001.
- HERZÁN, Lubor. UNESCO je blízko. České dědictví UNESCO, Litomyšl 2012. ISBN 978-80-260-3711-8. Dostupné online
- HUNŠOVÁ, Helena. Litomyšl: národní kulturní památka. Krajské středisko státní památkové péče a ochrany přírody v Pardubicích, Pardubice 1974.
- JIRÁSEK, Alois. Umělecké památky v Litomyšli. Spořitelna, Litomyšl 1937.
- KALOVÁ, Zdeňka a kol. Zámek Litomyšl. Národní památkový ústav, Litomyšl 2014. ISBN 978-80-905555-8-7.
- KŘÍŽOVÁ, Květa. Litomyšl: zámek a město. Ing. Ivan Ulrych – Nakladatelství VEGA-L, Nymburk 2003.
- Heslo Litomyšl. In: PĚŠINA, Jaroslav a kol. ABC kulturních památek Československa. Panorama, Praha 1985, s. 284–285.
- LNĚNIČKA, Jindřich. Smetanův dům: 1905–2005. Město Litomyšl, Litomyšl 2005.
- MATĚJKA, Bohumil – ŠTĚPÁNEK, Josef – WIRTH, Zdeněk. Soupis památek historických a uměleckých v politickém okresu Litomyšlském. Praha 1908.
- PÁTA, František. Litomyšl. Litomyšl 1910. Litomyšl 1929.
- PÁTA, František. Litomyšl: průvodce památkami města. Litomyšl 1921.
- POCHE, Emanuel a kol. Umělecké památky Čech 2. Academia, Praha 1977.
- REICHERTOVÁ, Květa. Litomyšl. Odeon, Praha 1977.
- RANDÁKOVÁ, Alena. Litomyšl na prahu třetího tisíciletí. Město Litomyšl, Litomyšl 2009.Dostupné online Archivováno 4. 9. 2017 na Wayback Machine.
- RŮŽIČKA, Jindřich. Litomyšl. Olympia, Praha 1978.
- RŮŽIČKA, Jindřich. Litomyšl (edice Města ČSSR). Pressfoto, Praha 1988.
- SKŘIVÁNEK, Milan. Litomyšl: průvodce městem. Paseka, Praha 2002. ISBN 80-7185-375-5.
- SKŘIVÁNEK, Milan. Litomyšl (edice Zmizelé Čechy). Paseka, Praha, Litomyšl 2006. ISBN 80-7185-744-0.
- SKŘIVÁNEK, Milan – VOPÁLKA, Pavel. Litomyšl, starobylé město. Paseka, Praha 1994. Paseka, Litomyšl Praha 1997.
- STEHLÍK, František. Zámek Litomyšl: komposiční studie. Nakladatelství československých výtvarných umělců, Praha 1957. Česká architektura, sv. 1.
- ŠKORPIL, Emanuel. Litomyšl: stručný průvodce městem. J.R. Veselík, Litomyšl 1947.
- VOLF, Petr. Litomyšl: renesanční město moderní architektury = a renaissance town of modern architecture. Město Litomyšl, Litomyšl 2014. ISBN 978-80-905821-1-8.
- WIRTH, Zdeněk. Státní zámek v Litomyšli. Orbis, Praha 1949. Státní hrady a zámky, sv. 3.

#### Osobnosti
- BOŠTÍK, Martin. Spasitel všednosti Quido Šimek (1857–1933): život a dílo neobyčejného litomyšlského kupce. Paseka, Praha, Litomyšl 2007. ISBN 978-80-7185-849-2.
- BOŠTÍK, Martin – VOSYKA, Stanislav. Vladyka z Bídy: malíř a Litomyšlan Bohdan Kopecký. Městská galerie Litomyšl, Regionální muzeum v Litomyšli, Arbor vitae, Řevnice 2016. ISBN 978-80-905617-6-2.
- GLOSER, Jaroslav Jan. Litomyšl: městem krok za krokem. Argo, Praha 2005. ISBN 80-7203-749-8.
- KLIMEŠOVÁ, Hana. Josef Portman, knihtiskař litomyšlský. Regionální muzeum v Litomyšli, Litomyšl 2008. ISBN 978-80-254-1161-2.
- KŘESŤAN, Jiří. Zdeněk Nejedlý: politik a vědec v osamění. Paseka, Praha, Litomyšl 2012. ISBN 978-80-7432-253-2.
- Heslo Litomyšl. In: KOVÁŘÍK, Vladimír. Literární toulky po Čechách. Albatros, Praha 1984, s. 150–154.
- MAREŠOVÁ, Marie. Evžen Savojský píše litomyšlskému pánu Františku Václavovi z Trauttmansdorffu. Edice osmi dopisů z let 1718–1726. In: Prameny k dějinám Pardubického kraje, sv. 3. Univerzita Pardubice, Pardubice 2007.Dostupné online
- MAREŠOVÁ, Marie. Každodenní život barokního aristokrata Františka Václava z Trauttmansdorffu na počátku 18. století. In: Historie 2004. Brno 2005, s. 68–88.
- MAREŠOVÁ, Marie. Účet domácí pokladny Františka Václava z Trauttmansdorffu z let 1701–1702. In: Prameny k dějinám Pardubického kraje, sv. 1. Univerzita Pardubice, Pardubice 2005, s. 85–102.
- RYANTOVÁ, Marie. Polyxena z Lobkovic: obdivovaná i nenáviděná první dáma království. Vyšehrad, Praha 2016. ISBN 978-80-7429-527-0.
- VALENTA, Aleš. Finanční a majetkové záležitosti Františka Václava Trauttmansdorfa v první třetině 18. století. In: Numismatické listy, roč. 61, č. 1. Národní muzeum, Praha 2006, s. 11–22.
- VALENTA, Aleš. Soukromé účty jako pramen k analýze finančního hospodaření aristokracie v raném novověku. Pokladna Františka Václava Trauttmansdorffa v 1. polovině 18. století. In: Časopis Národního muzea, Řada historická, roč. 176, čís. 1–2. Národní muzeum, Praha 2007, s. 59–88.

#### Informace
- Oficiální stránky
- Litomyšl na Facebooku
- Litomyšl na YouTube
- Litomyšl na stránkách Českého dědictví UNESCO
- Historie Litomyšle na stránkách Regionálního muzea v Litomyšli
- Litomyšlský architektonický manuál
- Turistické informace na stránkách naselitomysl.cz
- Akce v Litomyšli na stránkách kudyznudy.cz
- Dráha Choceň – Litomyšl

#### Audiovizuální zdroje
- UNESCO
  - Litomyšl – krvavý román dokument z cyklu Národní klenoty, Česká televize 2012
- Historie
  - Krátký film o dlouhé historii Litomyšle animovaná historie Litomyšle, Klucivespolek a Město Litomyšl 2009
- Architektura a současnost
  - Mikroregion Litomyšlsko reportáž 2011
  - Josef Pleskot – Cesta II. v Litomyšli reportáž o Pleskotových projektech, CMS TV Litomyšl 2014
  - ArchiMyšl 2015: Od pískovce k laminátu reportáž o komentovaných prohlídkách, CMS TV Litomyšl 2015
  - ArchiMyšl 2015: Architekti Babka, Květ a Sendler reportáž, CMS TV Litomyšl 2015
  - ArchiMyšl 2015: Místa architektonického vz(d)oru reportáž, CMS TV Litomyšl 2015
  - ArchiMyšl 2016: Hlavní město současné české architektury reportáž, CMS TV Litomyšl 2016
  - Archimyšl 2016: Se starosty neměníme směr rozhovory Davida Vávry s litomyšlskými starosty o moderní architektuře ve městě, CMS TV Litomyšl 2017
  - Architektonický vklad majitelů litomyšlského panství reportáž o komentovaných prohlídkách, CMS TV Litomyšl 2017
  - Bourání se starostou Litomyšle: Že má být město pro lidi, jsem si přečetl od Chalupeckého rozhovor Adama Gebriana s bývalým starostou Miroslavem Brýdlem (první část), Radio Wave 2017
  - Bourání se starostou Litomyšle, díl druhý: Společný cíl je víc než politika rozhovor Adama Gebriana s bývalým starostou Miroslavem Brýdlem (druhá část), Radio Wave 2017
- Průzkum návrší
  - Archeologové objevili základy hradu i staré hroby reportáž, CMS TV Litomyšl 2011
  - Archeologové se prokopali k důkazům nejstarší historie Litomyšle reportáž, CMS TV Litomyšl 2012
  - Archeologové znovu na Zámeckém návrší reportáž, CMS TV Litomyšl 2012
  - Archeologové na Zámeckém návrší přepisují dějiny reportáž, CMS TV Litomyšl 2012
- Archivní záběry
  - Slavnost odhalení pomníku českých bratří na Růžovém paloučku a J. A. Komenského v Litomyšli (1921) archivní záběry
  - Litomyšl (1921) záběry z cyklu Hledání ztraceného času
  - Osvobození Litomyšle (1945) záběry z cyklu Hledání ztraceného času

#### Archivní fotografie
- Litomyšl na starých mapách a fotografiích Archivováno 5. 9. 2017 na Wayback Machine. na stránkách Fakulty stavební ČVUT
- Litomyšl na starých pohlednicích[nedostupný zdroj] na stránkách fotohistorie.cz
- Litomyšl na starých pohlednicích[nedostupný zdroj] na stránkách pohledy.litomysl.net